# Randiella caribaea
Randiella caribaea är en ringmaskart som beskrevs av Erséus och Strehlow 1986. Randiella caribaea ingår i släktet Randiella och familjen Randiellidae. Inga underarter finns listade i Catalogue of Life.